# Bernard Miles
Pour les articles homonymes, voir Miles.
Bernard James Miles, né le 27 septembre 1907 à Uxbridge et mort le 14 juin 1991 à Yorkshire, baron Miles, est un acteur de théâtre et de cinéma, scénariste, producteur et réalisateur anglais.

## Biographie
De père ouvrier agricole et de mère cuisinière, Miles reçoit son éducation à l'université Pembroke à Oxford où il sera professeur pendant un moment et rejoint le New Theatre à Londres. En 1937, il travaille dans la compagnie théâtrale Herbert Farjeon et commence sa carrière sur les planches. Il fait des apparitions dans  relativement peu de films, servant de directeur, de producteur, de scénariste, aussi bien que d'acteur, sur un certain nombre d'entre eux. Comme beaucoup d'acteurs, il tournera plusieurs films patriotiques durant la Seconde Guerre mondiale, comme Ceux qui servent en mer.
Sa personnalité le faisait jouer dans les rôles d'homme rustique, avec un fort accent typique de la région de Hertfordshire / Buckinghamshire. Il était également, après Robert Newton, l'acteur le plus associé dans le rôle de Long John Silver, qu'il a joué dans une version TV britannique de L'Île au trésor, et dans une représentation annuelle au théâtre. Sa voix plaisante de basse-baryton lui a bien servi au théâtre et dans les films, aussi bien que pour des voix-off.
Il a ouvert le théâtre Mermaid Theatre à Londres en 1959.
Il est fait chevalier en 1969, et en 1979 il est fait un baron, de Blackfriars dans la Cité de Londres. Il est seulement le deuxième acteur britannique d'être fait un pair (le premier était Laurence Olivier).
En 1981, il est le coauteur du livre Curtain Calls avec J.C. Trewin.
Marié à Josephine Wilson (décédée en 1990), il est le père de l'actrice Sally Miles, de l'artiste Bridget Miles et du pilote de Formule 1 John Miles (écurie Lotus dans les années 60-70).

## Filmographie
- 1934 : The Love Test  de Michael Powell : Allan
- 1938 : La Citadelle de King Vidor : un membre du comité d'aide médicale
- 1938 : L'Espion noir de Michael Powell : Hans, le réceptionniste de l'hôtel
- 1940 : Espionne à bord de Michael Powell : l'homme qui allume sa pipe
- 1940 : Radio libre (Freedom Radio) d'Anthony Asquith : Capitaine Müller
- 1942 : Ceux qui servent en mer de Noël Coward et David Lean : CPO Walter Hardy
- 1942 : Riposte à Narvik (The Day Will Dawn) de Harold French
- 1946 : Les Grandes Espérances de David Lean : Joe Gargery, Blacksmith
- 1951 : La Boîte magique de John Boulting  : Cousin Alfred
- 1953 : Ne me quitte jamais de Delmer Daves : Joe Brooks
- 1956 : L’Homme qui en savait trop d'Alfred Hitchcock : Mr. Drayton
- 1956 : Zarak le valeureux (Zarak) de Terence Young : Hassu
- 1956 : Moby Dick de John Huston : un marin
- 1957 : Sous le plus petit chapiteau du monde (The Smallest Show on Earth) de Basil Dearden : le vieux Tom
- 1957 : Sainte Jeanne de Otto Preminger : le maître bourreau
- 1958 : Les Aventures de Tom Pouce de George Pal : Jonathan, le bûcheron
- 1959 : Opération Scotland Yard (Sapphire) de Basil Dearden : Ted Harris

## Distinctions
- 1953 : commandeur de l'Ordre de l'Empire britannique (CBE)
- 1969 : Chevalier de l'Ordre de l'Empire britannique (KBE)
- 7 février 1979 : baron de Blackfriars à Londres

## Sources
- (en) Cet article est partiellement ou en totalité issu de l’article de Wikipédia en anglais intitulé « Bernard Miles » (voir la liste des auteurs).